# Mikroklin
Mikroklin ist ein sehr häufig vorkommendes Mineral aus der Gruppe der Feldspate innerhalb der Mineralklasse der Silikate mit der idealisierten chemischen Zusammensetzung K[AlSi3O8] und ist damit chemisch gesehen ein Kalium-Aluminium-Silikat. Strukturell gehört Mikroklin zu den Gerüstsilikaten (Tektosilikaten).
Mikroklin entwickelt meist prismatische bis tafelige Kristalle, kommt aber auch in Form körniger bis massiger Mineral-Aggregate vor. Die unverletzten Oberflächen der durchsichtigen bis durchscheinenden Kristalle weisen einen glasähnlichen Glanz auf, während Spaltflächen eher perlmuttartig schimmern.
Aufgrund seiner Mischkristallbildung mit seinem Natrium-Analogon Albit ist beim Mikroklin oft ein Anteil des Kaliums durch Natrium ersetzt (substituiert). Zudem sorgen verschiedene Fremdbeimengungen dafür, dass Mikroklin nur selten farblos bzw. durch Zwillingsbildung oder Gitterbaufehlern weiß ist, sondern oft eine hellgelbe, rosa bis rote, blaue bis grüne oder graue bis braune Farbe annimmt. Bekannt ist dabei vor allem die grüne bis blaugrüne Varietät Amazonit, die aufgrund seines Farbenspiels gerne als Schmuckstein verwendet wird.

## Etymologie und Geschichte
Erstmals gefunden wurde Mikroklin 1830 bei Stavern in Norwegen und beschrieben durch August Breithaupt, der das Mineral nach den griechischen Worten  mikrós für „klein“ und κλίνειν klin für geneigt benannte, aufgrund der Eigenschaft, dass die Spaltebenen kleine Abweichungen von 90° zeigen.

## Klassifikation
Bereits in der veralteten, aber teilweise noch gebräuchlichen 8. Auflage der Mineralsystematik nach Strunz gehörte der Mikroklin zur Mineralklasse der „Silikate und Germanate“ und dort zur Abteilung der „Gerüstsilikate (Tektosilikate)“, wo er zusammen mit Anorthoklas, Orthoklas und Sanidin die Untergruppe der „Kalifeldspate“ mit der System-Nr. VIII/F.03a innerhalb der Feldspat-Familie bildete.
Im zuletzt 2018 überarbeiteten und aktualisierten Lapis-Mineralienverzeichnis nach Stefan Weiß, das sich aus Rücksicht auf private Sammler und institutionelle Sammlungen noch nach dieser klassischen Systematik von Karl Hugo Strunz richtet, erhielt das Mineral die System- und Mineral-Nr. VIII/J.06-30. In der „Lapis-Systematik“ entspricht dies ebenfalls der Abteilung der „Gerüstsilikate“, wo Mikroklin zusammen mit Buddingtonit, Celsian, Hexacelsian, Hyalophan, Kokchetavit, Orthoklas, Paracelsian, Rubiklin, Sanidin und Slawsonit eine eigenständige, aber unbenannte Untergruppe innerhalb der von J.06 bis J.07 reichenden „Feldspat-Gruppe“ bildet.
Die seit 2001 gültige und von der International Mineralogical Association (IMA) bis 2009 aktualisierte 9. Auflage der Strunz’schen Mineralsystematik ordnet den Mikroklin in die etwas abweichend definierte Abteilung der „Gerüstsilikate (Tektosilikate) ohne zeolithisches H2O“ ein. Diese ist zudem weiter unterteilt nach der möglichen Anwesenheit zusätzlicher Anionen, so dass das Mineral entsprechend seiner Zusammensetzung in der Unterabteilung „Gerüstsilikate (Tektosilikate) ohne zusätzliche Anionen“ zu finden ist, wo es zusammen mit den Zwischengliedern Adular, Anorthoklas und Hyalophan sowie mit Buddingtonit, Celsian, Monalbit, Orthoklas, Rubiklin und Sanidin ebenfalls die Gruppe „Alkalifeldspate“ mit der System-Nr. 9.FA.30 innerhalb der Feldspatfamilie bildet.
Auch die vorwiegend im englischen Sprachraum gebräuchliche Systematik der Minerale nach Dana ordnet den Mikroklin in die Klasse der „Silikate und Germanate“ und dort in die Abteilung der „Gerüstsilikate mit Al-Si-Gitter“ ein. Hier ist er in der Gruppe „K (Na,Ba)-Feldspate“ mit der System-Nr. 76.01.01 innerhalb der Unterabteilung „Mit Al-Si-Gitter“ zu finden.

## Kristallstruktur
Mikroklin kristallisiert triklin in der Raumgruppe C1 (Raumgruppen-Nr. 2, Stellung 3) mit den Gitterparametern a = 8,59 Å; b = 12,97 Å; c = 7,22 Å; α = 90,6°; β = 116,0° und γ = 87,6° sowie vier Formeleinheiten pro Elementarzelle.

## Varietäten und Modifikationen

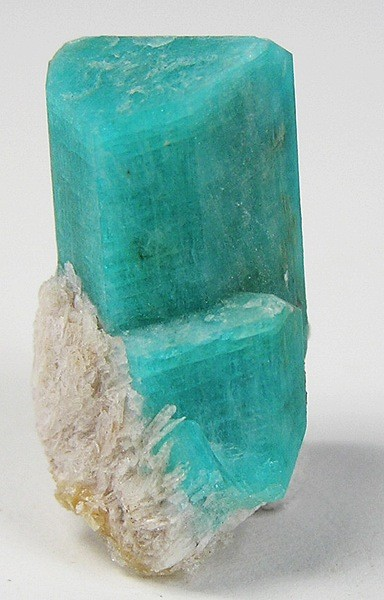
Amazonit aus dem Yucca Hill, Lake George, Colorado, USA

Die Verbindung K[AlSi3O8] ist dimorph und kommt neben der triklin kristallisierenden Tieftemperatur-Modifikation Mikroklin noch als monoklin kristallisierende Hochtemperatur-Modifikation Orthoklas vor.
Die einzige bisher bekannte Varietät ist der hell- bis dunkelgrüne Amazonit.

## Bildung und Fundorte

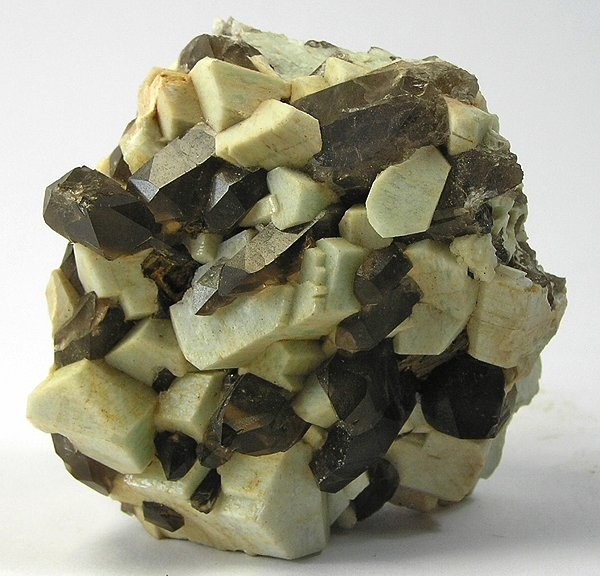
Mikroklin (weiß) mit Rauchquarz aus Conway, Carroll County, New Hampshire, USA (Größe: 5,9 cm × 5,9 cm × 3,9 cm)

Mikroklin bildet sich magmatisch in Granit, Pegmatit und Syenit oder metamorph in verschiedenen Gesteinen. Außerdem bildet es Pseudomorphosen nach Sanidin.
Als Begleitminerale des Mikroklins finden sich unter anderem Albit, Biotit, Fluorit, Muskovit, Quarz, verschiedene Amphibole und verschiedene Turmaline sowie Erzminerale wie Spodumen, Amblygonit, Kassiterit und Tantalit-(Mn).
Als häufige Mineralbildung ist Mikroklin an vielen Fundorten anzutreffen, wobei bisher (Stand: 2015) fast 5000 Fundorte als bekannt gelten.
Bekannt aufgrund außergewöhnlicher Mikroklinfunde sind unter anderem die Black Hills im US-Bundesstaat South Dakota, wo riesige Kristalle mit einem Durchmesser von bis zu 12 Metern zutage traten. Der bisher größte bekannte Mikroklinkristall und vermutlich größte Kristall weltweit stammt aus der Devils Hole Beryl Mine im Fremont County von Colorado, wo er 1981 entdeckt wurde. Der Kristall ist 49,38 Meter lang, hat einen Querschnitt von 35,97 Meter × 13,72 Meter und ein Gewicht von 15.908,89 Tonnen.
In Deutschland konnte Mikroklin bisher vor allem im Fichtelgebirge und in Niederbayern entdeckt werden. Daneben sind aber auch einige Fundpunkte im Schwarzwald in Baden-Württemberg, bei Bad Harzburg in Niedersachsen, bei Hochstädten (Bensheim) in Hessen, im sächsischen Erzgebirge und der Oberlausitz sowie in der Uranlagerstätte Ronneburg in Thüringen bekannt.
In Österreich fand sich das Mineral an vielen Orten in Kärnten, Niederösterreich, an einigen Stellen in Salzburg, der Steiermark und Oberösterreich sowie am Mörchnerkar im Zemmgrund in Tirol und an der Fresch Alp in der Vorarlberger Gemeinde Silbertal.
Größere Fundgebiete liegen unter anderem Afghanistan, Argentinien, Brasilien, China, Kanada, Myanmar (Burma), Tschechien, Finnland, Frankreich, Grönland, Indien, Italien, Japan, Madagaskar, Namibia, Norwegen, im Vereinigten Königreich (UK) und den Vereinigten Staaten von Amerika (USA).

## Verwendung
Mikroklin dient als Rohstoff in der Keramik-, Glas- und Emailindustrie. Seine Varietät Amazonit findet als Schmuckstein Verwendung.